# El Hijo de L.A. Park
El Hijo de LA Park (nacido el 20 de noviembre de 1988) es un luchador mexicano enmascarado o luchador profesional enmascarado. Su nombre de anillo ("El hijo de LA Park") indica que es el hijo de Adolfo Tapia, el original La Parka, que actualmente lucha como LA Park. Actualmente lucha en México de independiente y junto a su padre en la promoción estadounidense Major League Wrestling. Originalmente luchó bajo el nombre de "Espíritu Negro", manteniendo en secreto la relación familiar con LA Park. Ha estado usando el nombre de El Hijo de LA Park desde 2011. Su nombre real no es un asunto público, como suele ser el caso. con luchadores enmascarados en México, donde sus vidas privadas se mantienen en secreto de los fanáticos de la lucha libre.

## Carrera

### Debut
El hijo de LA Park fue entrenado para su carrera profesional de lucha libre por su padre, pero principalmente por Pierko El Boricua , Skayde y Tony Salazar . Su padre decidió que sería mejor para su hijo recibir la mayor parte de su entrenamiento de otra persona, ya que quería que su hijo aprendiera de la misma manera que originalmente. Hizo su debut en la lucha profesional el 9 de julio de 2008.
Comenzó a luchar bajo el nombre del anillo "Black Spirit" y llevaba una máscara y un atuendo inspirado en gran medida en el icónico traje de esqueleto de su padre. Tanto LA Park como Black Spirit negaron que estuvieran relacionados, usando una historia de que Black Spirit era un gran admirador de LA Park y se les había dado permiso para usar una variación de la máscara. En otros puntos, se afirmó que Black Spirit era el "alumno estrella" de LA Park para explicar las máscaras casi idénticas sin admitir la relación familiar. Inicialmente, Black Spirit trabajó para varias promociones locales de lucha libre en México, obteniendo una valiosa experiencia al trabajar con o contra otros estudiantes de Skayde como Black Thunder, Turbo, Skayde, Jr. y el mismo Skayde. Desarrolló una enemistad de larga duración con Black Thunder, una enemistad que el propio Espíritu Negro esperaba que llevara a su primer partido de apuestas de Lucha de Apuesta. Black Spirit desafió a Skayde por su Campeonato de peso wélter de la NWA México en un partido de estilo cibernético de Torneo, pero perdió ante Turbo. Black Spirit fue descrito inicialmente como "nervioso pero con promesa" después de uno de sus primeros partidos. En entrevistas declaró que prefería el estilo de alto vuelo, pero que también podría luchar en caso de ser necesario. A través de las conexiones de su padre, Black Spirit a menudo trabajó en los mismos programas que su padre, incluido el show debut de Perros del Mal Produccionesdonde su padre encabezaba el espectáculo. Black Spirit se asoció con Turbo y Super Nova para derrotar a Black Thunder, Cerebro Negro y X-Fly en el tercer partido de la noche. Luego se comentó que Black Spirit fue impresionante en su primera presentación para Los Perros del Mal. También apareció en el evento semi-principal en un espectáculo de homenaje celebrado para Pierroth, Jr. , en equipo con Guerrero Maya, Jr. y Canelo Casas contra El Hijo de Cien Caras , Cien Caras, Jr. y Máscara Año 2000, Jr. El espectáculo también contó con LA Park en el evento principal. A lo largo de 2009, Black Spirit siguió apareciendo en programas de Perros del Mal que también presentaban a LA Park, lo que generó más especulaciones de que los dos estaban realmente relacionados. A principios de 2010, era un secreto muy mal guardado que Black Spirit era hijo de LA Park.

### El Hijo del Park LA
Después de trabajar como Black Spirit durante casi un año y medio, finalmente se reconoció públicamente que él era en realidad el hijo de LA Park, cambiando su nombre de anillo a "El Hijo de LA Park". La revelación se produjo después de que Black Spirit ayudó a su padre en un partido contra Blue Demon, Jr. el 29 de enero de 2010. LA Park posteriormente anunció el cambio de nombre oficial. El Hijo de LA Park declaró que su objetivo era "reunir a todos los jóvenes", incluidos el Dr. Wagner, Jr. y Perro Aguayo, Jr. Posteriormente, una disputa entre El Hijo de LA Park y El Hijo de Dr. Wagner Jr. (Hijo del Dr. Wagner, Jr.) ha sido comentado, continuando una pelea entre sus famosos padres. Su primer partido como El Hijo de LA Park tuvo lugar el 14 de marzo de 2010 en el evento principal de un espectáculo de Los Perros del Mal, donde se unió con El Oriental , Groon XXX y Lizmark, Jr. contra Aguayo, Jr., Mr. Águila, Halloween y Damián 666. El Hijo de LA Park perdió el partido cuando Aguayo le quitó la máscara y le cubrió el Hijo de LA Park mientras intentaba cubrirse la cara. El 6 de junio de 2010, en la Triplemanía XVIII de AAA , El Hijo de LA Park apareció junto a su padre, cuando Los Perros del Malcomenzó una historia de invasión con AAA. No ha aparecido para la compañía desde entonces. El 12 de julio de 2010, Hijo de LA Park se asoció con el Dr. Wagner III y Scorpio, Jr. para enfrentarse a los luchadores del Consejo Mundial de Lucha Libre (CMLL) La Máscara, Máscara Dorada y Valiente en el Show del primer aniversario de Promociones Gutiérrez. El equipo perdió por descalificación, cuando Scorpio, Jr. desenmascaró La Máscara. El 26 de diciembre de 2010, El Hijo de LA Park ganó su primera Lucha de Apuesta, ganando la máscara de La Imagen en un partido a tres bandas, que también incluyó a El Enfermero. El 18 de junio de 2011, El Hijo de LA Park hizo una aparición en Triplemanía XIX, acompañando a su padre a su partido Máscara contra Cabello contra El Mesías. En octubre de 2011, El Hijo de LA Park fue invitado a una prueba con WWE, durante la gira de promoción de México.

## Campeonatos y logros
- Generacion XXI
  - G21 Tag Team Championship (1 vez, actual) – con L.A. Park

- Kaoz Lucha Libre

- Kaoz Trios Championship (1 vez, actual) con La Bestia del Ring y L.A. Park Jr.

- Lucha Libre V.I.P
  - Lucha Libre V.I.P Junior Championship (1 vez)

- Major League Wrestling
  - MLW World Tag Team Championship (1 vez) - con L. A. Park

- Organización Independiente de Lucha Libre
  - OILL Juniors Tag Team Tournament (2010) – con El Hijo de Dr. Wagner Jr.[5]

- Universal Wrestling Entertainment
  - UWE Tag Team Championship (1 vez) – con El Hijo del Pirata Morgan[6]